# Isochrysidaceae
Az Isochrysidaceae a Haptophytinába tartozó taxon. Eledelként használt mikroalgákat is tartalmaz, például az Isochrysis galbana fajt. A Noelaerhabdaceae testvértaxonja.
Az akvakultúrában állateledelként való használata mellett ételként is használhatók lehetnek fajai.
Diatoxantin–diadinoxantin alapú fotoprotektív rendszerük mellett zeaxantin-, anteraxantin- és violaxantinszintézisre képes fajai is vannak egy ősi gén fennmaradása miatt.

## Történet
Pascher 1910-ben írta le e családot, s más, két azonos ostorú csoportokhoz sorolta. A felfedezett Haptophytina-fajokat és nemzetségeket a sárgamoszatokhoz (Chrysophyceae) sorolták például Bourrelly is 1957-ben.:188
A Dicrateria korábban az Isochrysidaceae nemzetsége volt, 2013-ban Bendif et al. genetikai alapon a Prymnesialesbe sorolták.
Bár 2007-ben Edvardsen és Medlin tanulmányai ide sorolták a Chrysochromulina parkeae fajt, ez utóbbi valójában a Braarudosphaera bigelowii életciklusának másik része, így a két név szinonim, és a B. bigelowii a Prymnesiaceae tagja.
2009-ben Liu et al. megállapították, hogy 37–119 millió évvel ezelőtt alakulhattak ki.
DNS-szekvencia-alapú filogenetikai tanulmányok alapján voltak polifiletikus fajai és nemzetségei, az Isochrysis galbana egyes korábbi törzseiből így hozták létre 2013-ban a Tisochrysis luteát.

## Morfológia
Kokkolitképző képességét másodlagosan vesztette el, így a „kokkolitofórák” egyetlen ismert nem kokkolitképző taxonja.
Fajai egysejtűek.

## Életmód
Autotróf, gyakran a part közelében élő, nem meszesedő egysejtűek tányérszerű szervesanyag-lemezekkel. A partközeli életmód a Haptophytinában kétszer tért vissza, először a Hymenomonadaceae és a Pleurochrysidaceae közös ősében 130–181 millió évvel ezelőtt, az Isochrysidaceae közös ősében való visszatérése ettől független és újabb, 37–119 millió évvel ezelőtt történt meg.
Gyakran a Noelaerhabdaceae fajai haploid állapotához hasonló ostorosok.

## Élőhely
Brakk-, édes-, tengervízben, szárazföldön és szénerőművek által kibocsátott gázokban is élhetnek.

## Szaporodás
A taxonon belül csak ivartalan szaporodás ismert, ivaros szaporodás vagy a ploiditás nem. Nem ismert digenetikus életciklus.

## Genetika
Kobalamindependens metionin-szintáza van, az ettől független metionin-szintáz hiánya miatt B12-vitamin-auxotróf. Kobalaminképző baktériumokkal szerezheti e vitamint a Haptophytina más tagjaihoz hasonlóan.

### Genomika
A Tisochrysis lutea kloroplasztiszgenomját 2019-ben szekvenálták.

## Jelentőség
A Isochrysis galbana MACC/H59 a fenol egészét képes lebontani 4 nap alatt 100 mg/l koncentráció alatt, lehetővé téve a környezet-helyreállítást fenolszivárgás után, emellett állateledelként használják az akvakultúrában magas fehérje- és többszörösentelítetlenzsírsav-tartalma, CO2-toleranciája, maximális sejtkoncentrációja, magas- és alacsonyhőmérséklet-toleranciája és rövid növekedése miatt.:16
A Tisochrysis lutea egyes törzsei nutraceutikumként lehetnek használhatók ω-3-zsírsavaikkal. Egyikük fotoperiódus-tenyészetben 84%-kal több energiatároló lipidet és 30%-kal kevesebb szénhidrátot termelnek a vad típusnál. Sok hosszú láncú többszörösen telítetlen zsírsavuk, például dokozahexaénsav vagy sztearidonsav található bennük. A TisoS2M2 emellett stabil fenotípusú, és több éven át őrzi magas összes zsírsavtartalmát.
Több karotinoid pigmentjük is van, például a karotin-2 az Isochrysis és a Tisochrysis nemzetségekben is megtalálható.

### Mikropaleontológia
3 alkenonképző faja van hasonló, de mégis különböző alkenon- és alkenoátprofilokkal, ezek az Isochrysis galbana, a Chrysotila lamellosa és a Tisochrysis lutea.